# Vinarovo (distrikt i Bulgarien, Stara Zagora)
Vinarovo (bulgariska: Винарово) är ett distrikt i Bulgarien.   Det ligger i kommunen Obsjtina Tjirpan och regionen Stara Zagora, i den centrala delen av landet, 180 km öster om huvudstaden Sofia.
Trakten runt Vinarovo består till största delen av jordbruksmark. Runt Vinarovo är det ganska glesbefolkat, med 48 invånare per kvadratkilometer.